# Aespa
Le Aespa (에스파?, eseupaLR, esŭp'aMR; reso graficamente æspa) sono un girl group sudcoreano formatosi a Seul nel 2020. È costituito dalle cantanti Karina, Giselle, Winter e Ningning.

## Storia del gruppo
Il nome del gruppo è la combinazione di «æ», la quale è composta dalle iniziali di Avatar and Experience, e la parola «aspect», che dà il significato di «due lati». Insieme simboleggiano «l'incontrare un altro se stesso e fare esperienze nel nuovo mondo».
Nata sotto progettazione della SM Entertainment, la formazione si è fatta conoscere con il singolo di debutto Black Mamba, vincitore di un Circle Chart Music Award e promosso nell'ambito di svariati programmi televisivi nazionali, che è divenuto il loro primo ingresso nella Circle Chart; riscuotendo maggior popolarità a Singapore, dove ha raggiunto il 13º posto in classifica.
L'anno successivo sono stati messi in commercio i pezzi Forever e Next Level; quest'ultimo confermatosi il successo principale del gruppo, conseguendo il platino in streaming e il 2º posto nella hit parade sudcoreana, bloccato dalla cima da Butter dei BTS. Il 5 ottobre 2021 viene pubblicato il primo EP Savage, che si è classificato al numero uno nella graduatoria nazionale (vendendo 519 619 unità nel corso del mese intero), al 6º posto in Giappone e al 20º negli Stati Uniti d'America. La traccia omonima ha garantito al gruppo il podio nella Digital Chart nazionale per una seconda occasione.
Agli MTV Europe Music Awards, tenutisi a Budapest il 14 novembre, hanno vinto nella categoria di miglior artista coreano.
L'8 luglio 2022 avviene l'uscita del secondo EP, intitolato Girls; è la prima pubblicazione del gruppo sotto la Warner Records ed è stata anticipata dagli estratti Illusion e Life's Too Short. Con oltre 1,4 milioni di unità vendute nella sua prima settimana di disponibilità, ha segnato il miglior debutto di sempre per un girl group K-pop in suolo sudcoreano ed è stato certificato diamante dalla KMCA. È divenuta anche la loro prima top ten negli Stati Uniti dopo l'ingresso in 3ª posizione nella Billboard 200, facendo delle Aespa il terzo gruppo femminile sudcoreano a raggiungere tale traguardo dopo le Blackpink e le Twice.

## Formazione
- Karina (카리나?; Yoo Ji-min) – voce (2020-presente)
- Giselle (지젤?; Uchinaga Ae-ri) – voce (2020-presente)
- Winter (윈터?; Kim Min-jeong) – voce (2020-presente)
- Ningning (닝닝?; 宁宁, Ning Yizhuo) – voce (2020-presente)

## Discografia

### Album in studio
- 2024 – Armageddon

### EP
- 2021 – Savage
- 2022 – Girls
- 2023 – My World
- 2023 – Drama
- 2024 – Whiplash

### Singoli
- 2020 – Black Mamba
- 2021 – Forever
- 2021 – Next Level
- 2021 – Dreams Come True
- 2022 – Illusion
- 2022 – Life's Too Short
- 2023 – Welcome to My World (feat. Naevis)
- 2023 – Better Things
- 2024 – Regret of the Times
- 2024 – Supernova
- 2024 – Hot Mess
- 2025 – Dirty Work

### Colonne sonore
- 2022 – Once Again
- 2023 – Hold on Tight
- 2023 – We Go
- 2023 – Zoom Zoom
- 2024 – Get Goin'
- 2024 – Die Trying

## Videografia
- 2020 – Black Mamba
- 2021 – Forever
- 2021 – Next Level
- 2021 – Next Level (Habstrakt Remix)
- 2021 – Savage
- 2021 – Dreams Come True
- 2022 – Life's Too Short (English Version)
- 2022 – Girls
- 2022 – Girls (BRLLNT Remix)
- 2022 – Beautiful Christmas (con le Red Velvet)
- 2023 – Welcome to My World
- 2023 – Spicy
- 2023 – Hold on Tight
- 2023 – Better Things
- 2023 – Spicy (Nitepunk Remix)
- 2023 – Better Things (æ-aespa Ver.)
- 2023 – Drama
- 2024 – Regret of the Times (2024 aespa Remake Ver.)
- 2024 – Get Goin'
- 2024 – Supernova
- 2024 – Armageddon
- 2024 – Live My Life
- 2024 – Hot Mess
- 2024 – Whiplash
- 2025 – Dirty Work

## Riconoscimenti
- Asia Artist Awards
  - 2021 – Candidatura al Premio popolarità RET al girl group[29]
  - 2021 – Hot Trend Award[30]
  - 2021 – Principiante dell'anno in musica[30]
  - 2021 – Stage dell'anno (daesang)[30]

- Billboard Women in Music
  - 2025 – Gruppo dell'anno[31]

- BreakTudo Awards
  - 2021 – Candidatura al Girl group K-pop[32]

- Circle Chart Music Awards
  - 2021 – Artista rivelazione di musica digitale dell'anno per Black Mamba[5]
  - 2022 – Candidatura all'Artista di musica digitale dell'anno (maggio) per Next Level[33]
  - 2022 – Candidatura all'Artista di musica digitale dell'anno (ottobre) per Savage[33]
  - 2022 – Candidatura al Premio MuBeat Global Choice Award (donne)[34]
  - 2022 – Principiante K-pop mondiale[35]

- Golden Disc Awards
  - 2022 – Bonsang – sezione canzoni per Next Level[36]
  - 2022 – Candidatura all'Album dell'anno (daesang) per Savage[37]
  - 2022 – Principiante dell'anno[36]
  - 2022 – Artista dell'anno[36]
  - 2022 – Cosmopolitan Artist Award[36]

- Joox Thailand Music Awards
  - 2021 – Candidatura al Miglior artista social dell'anno[38]
  - 2022 – Candidatura alla Canzone coreana dell'anno per Next Level[39]
  - 2022 – Candidatura al Miglior artista social globale dell'anno[39]

- Korean Music Awards
  - 2022 – Artista principiante dell'anno[40]
  - 2022 – Canzone dell'anno per Next Level[40]
  - 2022 – Miglior canzone K-pop per Next Level[40]
  - 2022 – Candidatura al Miglior album K-pop per Savage[41]
  - 2025 – Candidatura all'Album dell'anno per Armageddon[42]
  - 2025 – Candidatura all'Artista dell'anno[42]
  - 2025 – Canzone dell'anno per Supernova[43]
  - 2025 – Miglior album K-pop per Armageddon[43]
  - 2025 – Miglior canzone K-pop per Supernova[43]

- MAMA Awards
  - 2021 – Candidatura all'Artista dell'anno[44]
  - 2021 – Candidatura al Momento preferito[45]
  - 2021 – Candidatura alla Top 10 mondiale scelta dai fan[44]
  - 2021 – Candidatura alla Canzone dell'anno per Next Level[44]
  - 2021 – Candidatura all'Album dell'anno per Savage[46]
  - 2021 – Miglior esibizione di ballo di un girl group per Next Level[47]
  - 2021 – Miglior artista rivelazione femminile[47]
  - 2022 – Candidatura all'Artista dell'anno[48]
  - 2022 – Candidatura al Miglior girl group[48]
  - 2022 – Candidatura alla Top 10 mondiale scelta dai fan[48]

- Melon Music Awards
  - 2021 – Top 10 artisti[49]
  - 2021 – Candidatura alla Canzone dell'anno per Next Level[50]
  - 2021 – Principiante dell'anno[49]
  - 2021 – Registrazione dell'anno (daesang) per Next Level[49]
  - 2021 – Miglior girl group[49]
  - 2021 – Candidatura al Premio popolarità tra i netizen[50]
  - 2022 – Candidatura all'Artista dell'anno[51]
  - 2022 – Candidatura al Miglior girl group[51]
  - 2022 – Candidatura alla Top 10 artisti[51]
  - 2024 – Album dell'anno per Armageddon[52]
  - 2024 – Artista dell'anno[52]
  - 2024 – Canzone dell'anno per Supernova[52]
  - 2024 – Top 10 artisti[52]
  - 2024 – Millions Top 10 Artist per Armageddon[52]
  - 2024 – Miglior girl group[52]
  - 2024 – Miglior esibizione femminile[52]

- MTV Europe Music Awards
  - 2021 – Miglior artista coreano[22]

- MTV Video Music Awards
  - 2023 – Candidatura al Miglior video K-pop per Girls[53]
  - 2025 – Candidatura al Miglior video K-pop per Whiplash[54]

- MTV Video Music Awards Japan
  - 2024 – Artista dell'anno[55]
  - 2024 – Miglior video internazionale di gruppo per Whiplash[55]
  - 2024 – Miglior video dance per Whiplash[55]
  - 2024 – Miglior video K-pop per Whiplash[55]

- Music Awards Japan
  - 2025 – Miglior canzone asiatica per Supernova[56]
  - 2025 – Candidatura alla Miglior canzone per Whiplash[57]
  - 2025 – Candidatura alla Miglior canzone per Supernova[57]
  - 2025 – Candidatura alla Miglior canzone per Hot Mess[57]
  - 2025 – Candidatura alla Miglior canzone per Armageddon[57]
  - 2025 – Candidatura al Miglior album per Armageddon[57]
  - 2025 – Candidatura al Miglior album per Whiplash[57]
  - 2025 – Candidatura al Miglior album per Drama[57]
  - 2025 – Candidatura al Miglior artista[57]

- Seoul Music Awards
  - 2021 – Principiante dell'anno per Black Mamba[58]
  - 2021 – Candidatura al Premio popolarità K-Wave[59]
  - 2022 – Premio popolarità K-Wave[60]
  - 2022 – Premio principale (Bonsang)[61]
  - 2022 – Premio popolarità[60]
  - 2022 – Premio U+Idol Live Best Artist[62]
  - 2023 – Premio principale (Bonsang)[63]

- The Fact Music Awards
  - 2021 – Candidatura al Premio popolarità U+ Idol Live[64]

- Tokopedia WIB Indonesia K-Pop Awards
  - 2021 – The Most Next Level Award[65]